# Brigitte Fassbaender
Brigitte Fassbaender (Berlín, 3 de julio de 1939) es una directora y cantante de ópera alemana con registro de mezzosoprano.

## Vida
Brigitte Fassbaender estudió canto con su padre, el famoso barítono Willi Domgraf-Fassbaender, en el Conservatorio de Núremberg donde después de la Segunda Guerra Mundial se habían mudado con su madre, la actriz Sabine Peters. Se unió a la Ópera estatal de Baviera en Múnich en 1961, donde su primer papel protagonista fue Nicklausse en Los cuentos de Hoffmann.
Cantó por primera vez Octavian (Der Rosenkavalier) en Múnich en 1967, y fue el papel que lanzó su carrera internacional en 1971 en Covent Garden, y con el que debutó en el Metropolitan Opera en 1974. Además de sus éxitos operísticos, se destaca como recitalista de lieder. Interpretó a Orlofsky en una película de 1984 de la opereta Die Fledermaus de Johann Strauss (hijo).
Dotada de un físico seductor con grandes ojos oscuros y silueta esbelta, Fassbaender estuvo en el cenit de su carrera en la década de 1970, cuando cantó Carmen, Octavian y Brangäne sobre los escenarios de todo el mundo. Su voz era amplia, densa, rica en armónicos, extensa y flexible. En sus interpretaciones destacaba la expresión, muchas veces ardiente aunque podía ser lánguida en los lieder que lo requerían. Su timbre tenía atractivas irisaciones y bonitos claroscuros. Destacaba en los matices y por su personalidad interpretativa de cantante y actriz.
Durante años ha impartido clases magistrales y ha sido directora de ópera en la Opera Estatal de Braunschweig, Alemania y Intendantin (directora artística) del Teatro del Tirol en Innsbruck, Austria durante varias temporadas, donde representó varias producciones de ópera.
Ha efectuado muchas grabaciones, tanto de óperas como de lieder (incluyendo el Viaje de invierno y El canto del cisne de Franz Schubert, oratorios como el Oratorio de Navidad y la Pasión según San Mateo de Johann Sebastian Bach, El Mesías de Georg Friedrich Händel, y ha aparecido en producciones de ópera para televisión, ahora disponibles en DVD, en la que se puede comprobar sus interpretaciones de Octavian y de Orlofsky bajo la batuta de su frecuente colaborador Carlos Kleiber.
Recibió el título honorífico bávaro de "Kammersaengerin" o "cantante de corte".

## Producciones como directora de escena
- La Cenerentola (Coburg, Wiesbaden e Innsbruck)
- Der ferne Klang (Opera North, Leeds)
- Lulu (Innsbruck)
- Hänsel und Gretel (Augsburg y Graz)
- Die Zauberflöte (Coburg y Meiningen)
- A Midsummer Night’s Dream (Ámsterdam, Tel-Aviv, Braunschweig e Innsbruck)
- Der Rosenkavalier (Oldenburg, Innsbruck, Ámsterdam y Baden-Baden)
- Ariadne auf Naxos (Frankfurt am Main y Meiningen)
- Tristan und Isolde (Braunschweig y Innsbruck)
- Susannah (Wien)
- Don Giovanni (Oldenburg)
- A Little Night Music (Das Lächeln einer Sommernacht) (Braunschweig e Innsbruck)
- Pelléas et Mélisande (Braunschweig e Innsbruck)
- La traviata (St. Gallen)
- Rigoletto (Chemnitz)
- Lucio Silla (London y Kopenhagen)
- Orpheus in der Unterwelt (Innsbruck y Dortmund)
- Gypsy (Innsbruck)
- Werther (Innsbruck)
- Im weißen Rößl (Innsbruck)
- Das Land des Lächelns (Innsbruck y Ulm)
- Carmen (Innsbruck)
- Fidelio (Innsbruck)
- Arabella (Straßburg y Innsbruck)

- Die Fledermaus (Hannover y Innsbruck)
- Der Zigeunerbaron (Innsbruck y Mörbisch)
- Othello.Therapie (Theaterstück von John von Düffel, Österreichische Erstaufführung 2004) (Innsbruck)
- Die Frau ohne Schatten (Innsbruck)
- Peter Grimes (Innsbruck)
- Salome (Innsbruck)
- Vor Sonnenuntergang (Innsbruck)
- Der Freischütz (Innsbruck)
- Frohe Feste (Innsbruck)
- Tosca (Innsbruck)
- The Turn of the Screw (Innsbruck)
- Oberon (Innsbruck)
- Eugen Onegin (Innsbruck y Kiel)
- Les Contes d'Hoffmann (Innsbruck)
- Das Rheingold (Innsbruck)
- Les Troyens (Innsbruck)
- Die verkaufte Braut (Innsbruck)
- Elektra (Innsbruck)
- Falstaff (Innsbruck)
- Albert Herring (Innsbruck y Volksoper Wien)
- Don Pasquale (München)
- Katja Kabanova (Regensburg)
- Rigoletto (Regensburg)
- La Bohème (Coburg)
- Peter Grimes (Saarbrücken)
- Paul Bunyan (Frankfurt)

## Discografía (selección)
- Bach: Johannes-Passion BWV 245 - Brigitte Fassbaender/Consortium Musicum/Elly Ameling/Theo Altmeyer/Wolfgang Gönnenwein, 1969 EMI/Warner
- Bach Mass in B minor - Eugen Jochum/Claes Hakon Ahnsjö/Symphonieorchester & Chor des Bayerischen Rundfunks/Helen Donath/Brigitte Fassbaender/Roland Hermann/Robert Holl, 1982 EMI/Warner
- Beethoven, Sinf. n. 9 - Böhm/Norman/Fassbaender/Berry, 1994 Deutsche Grammophon
- Berg: Lulu - Jeffrey Tate, 1992 EMI/Warner
- Brahms, Liebeslieder op. 52, 65/3 Quartetti op. 64 - Mathis/Schreier/F. Dieskau, 1981 Deutsche Grammophon
- Brahms, Raps. op. 53 - Sinopoli/Fassbaender, 1983 Deutsche Grammophon
- Dvořák: Requiem, Op. 89 - Gabriela Benackova/Brigitte Fassbaender/Thomas Moser/Jan-Hendrik Rootering/Czech Philharmonic Chorus & Orchestra/Lubomir Matl/Wolfgang Sawallisch, 1985 Supraphon
- Flotow: Martha - Anneliese Rothenberger/Bayerisches Staatsorchester/Brigitte Fassbaender/Chor der Bayerischen Staatsoper München/Nicolai Gedda/Robert Heger, 1969 EMI/Warner
- Gounod: Faust - Alexandru Agache/Brigitte Fassbaender/Carlo Rizzi (direttore d'orchestra)/Cecilia Gasdia/Orchestra & Chorus of Welsh National Opera/Jerry Hadley/Samuel Ramey/Susanne Mentzer, 1994 Teldec
- Handel: Der Messias - Brigitte Fassbaender/Lucia Popp/Neville Marriner, 1984 EMI/Warner
- Haydn: Mass in C "Missa in Tempore Belli" - Brigitte Fassbaender/Chor des Bayerischen Rundfunks/Claes-Håkon Ahnsjö/Elmar Schloter/Hans Sotin/Judith Blegen/Leonard Bernstein/Symphonieorchester des Bayerischen Rundfunks/Werner Thomas/Wolfgang Seeliger, 1986 Philips
- Humperdinck, Hänsel e Gretel - Solti/Fassbaender/Gruberova, 1978 Decca
- Liszt: Vergiftet sind meine Lieder S.289 - Irwin Gage/Brigitte Fassbaender, 1987 Deutsche Grammophon
- Loewe: Lieder, Frauenliebe, Op. 60 - Brigitte Fassbaender/Cord Garben, 1988 Deutsche Grammophon
- Mahler, Klagende Lied e altri Song Cycles - Chailly/Dunn/Fassbaender/Baur, 1989 Decca
- Mahler, Kindert./Lieder eines fahr./Rückert L.(Ich bin der Welt) - Fassbaender/Chailly, 1989 Decca
- Mahler, Lied von der Erde - Giulini/Fassbaender/Araiza, 1984 Deutsche Grammophon
- Mahler: Das Lied von der Erde - Brigitte Fassbaender/Cyprien Katsaris/Thomas Moser, 1990 Teldec
- Mozart, Così fan tutte - Böhm/Janowitz/Fassbaender/Prey, 1975 Deutsche Grammophon
- Mozart: La Finta Giardiniera - Brigitte Fassbaender/Leopold Hager/Lilian Sukis, 1981 Philips
- Mozart: La Clemenza di Tito - István Kertész/Orchester der Wiener Staatsoper/Maria Casula/Teresa Berganza/Lucia Popp, 1967 Decca
- Mozart: Die Zauberflöte - Wolfgang Sawallisch/Edda Moser/Bayerisches Staatsorchester, 1987 EMI/Warner
- Pfitzner: Palestrina - Chor & Symphonieorchester des Bayerischen Rundfunks/Der Tolzer Knabenchor/Dietrich Fischer-Dieskau/Rafael Kubelik, 1989 Deutsche Grammophon
- Rossini: Petite Messe Solennelle - Brigitte Fassbaender/Katia Labèque/Lucia Popp/Marielle Labeque/Riccardo Muti/Stephen Cleobury, 1995 EMI/Warner
- Schoenberg, Gurre-Lieder - Chailly/Dunn/Becht/Fassbaender, 1985 Decca
- Schubert: Winterreise - Aribert Reimann/Brigitte Fassbaender, EMI/Warner
- Schubert: Die Zwillingsbrüder - Wolfgang Sawallisch/Helen Donath/Dietrich Fischer-Dieskau/Nicolai Gedda/Kurt Moll, EMI/Warner
- Schubert: 3 Masses/Tantum Ergo/Offertorium - Wolfgang Sawallisch/Helen Donath/Lucia Popp, 1983 EMI/Warner
- Schubert: Schwanengesang; 5 Lieder - Fassbaender/Reimann, 1992 Deutsche Grammophon
- Strauss R: Der Rosenkavalier - Bavarian State Chorus & Orchestra/Carlos Kleiber, Opera d'Oro
- Verdi, Rigoletto - Sinopoli/Gruberova/Bruson, 1981 Decca
- Verdi: Il Trovatore - Carlo Maria Giulini/Orchestra dell'Accademia Nazionale di Santa Cecilia/Plácido Domingo/Giorgio Zancanaro/Evgenij Evgen'evič Nesterenko, 1984 Deutsche Grammophon
- Verdi: Don Carlos - Nicolai Gedda/Dietrich Fischer-Dieskau, EMI/Warner
- Weber: Abu Hassan - Edda Moser/Kurt Moll/Nicolai Gedda, EMI/Warner
- Weill: Die Sieben Todsünden, Chansons - Brigitte Fassbaender/Cord Garben/Radio-Philharmonie Hannover des NDR, 1993 harmonia mundi
- Wolf: Mörike-Lieder - Brigitte Fassbaender/Jean-Yves Thibaudet, 1993 Decca
- Fassbaender: Lieder Vol. 1 (Brahms/Dvorák/Schumann/Liszt/Tschaikowsky) - Brigitte Fassbaender/Erik Werba/Irwin Gage/Karl Engel, EMI/Warner
- Fassbaender: Lieder Vol. 2 (Schubert & Wolf) - Brigitte Fassbaender/Capella Bavariae/Chor der Bayerischen Staatsoper München/Dietrich Fischer-Dieskau/Edda Moser/Erik Werba/Heinz Wallberg/Henryk Czyz/Nicolai Gedda, EMI/Warner
- Fassbaender: Lieder Vol. 3 (Mendelssohn & Schumann) - Aribert Reimann/Brigitte Fassbaender/Erik Werba, EMI/Warner
- Fassbaender: Lieder Vol. 4 (Mahler/Schönberg/Milhaud) - Aribert Reimann/Brigitte Fassbaender/Irwin Gage, EMI/Warner